# Ratchet & Clank
Ratchet & Clank és una sèrie de videojocs d'acció i plataformes en tercera persona. La franquícia va ser creada i desenvolupada per Insomniac Games i publicada per Sony Interactive Entertainment per les consoles de PlayStation: PlayStation 2, PlayStation 3, PlayStation 4 i PlayStation 5, amb l'exclusió de Size Matters i Secret Agent Clank, que van ser desenvolupats per PlayStation Portable. La sèrie és exclusiva de les plataformes de Sony i la propietat intel·lectual és propietat de Sony Interactive Entertainment. El 29 d'abril de 2016 es va estrenar una adaptació al llargmetratge d'animació que tenia el mateix nom.
Els jocs tenen lloc en un entorn de space opera i segueixen les aventures d'en Ratchet (un humanoide felí de l'espècie Lombax) i en Clank (un robot Zoni "defectuós" diminut i sensible) que viatgen per l'univers, per salvar-lo de forces del mal que l'amenacen constantment. La sèrie destaca per la seva inclusió de moltes armes i gadgets exòtics, únics i exagerats, un concepte que Insomniac Games ha ampliat als seus altres jocs.

## Personatges principals
- Ratchet és un dels protagonistes de la sèrie de videojocs Ratchet & Clank. És un lombax, membre d'una espècie fictícia nativa del planeta Veldin de la galàxia Solana, amb aspecte de linx humanoide. Al principi és egocèntric, ja que no vol ajudar a Clank directament en el primer joc. No obstant això, amb el pas del temps, s'ha tornat més generós i heroic. No obstant això, en tots els jocs fins a la data, es mostra bastant tossut. En el primer joc de la franquícia va ser interpretat per l'actor Mike Kelley,i posteriorment, per James Arnold Taylor, que ha doblat a Ratchet des del segon videojoc fins a l'actualitat.

## Jocs
| Any  | Títol                                        | Desenvolupador       | Plataforma | Plataforma | Plataforma | Plataforma | Plataforma | Plataforma | Plataforma    | Plataforma | Plataforma |
| Any  | Títol                                        | Desenvolupador       | Sony       | Sony       | Sony       | Sony       | Sony       | Sony       | Altres        | Altres     | Altres     |
| Any  | Títol                                        | Desenvolupador       | PS2        | PSP        | PS3        | PSVita     | PS4        | PS5        | Telèfon mòbil | IOS        | Andrioid   |
| ---- | -------------------------------------------- | -------------------- | ---------- | ---------- | ---------- | ---------- | ---------- | ---------- | ------------- | ---------- | ---------- |
| 2002 | Ratchet & Clank                              | Insomniac Games      |            |            |            |            |            |            |               |            |            |
| 2003 | Ratchet & Clank 2: Going Commando            | Insomniac Games      |            |            |            |            |            |            |               |            |            |
| 2004 | Ratchet & Clank 3                            | Insomniac Games      |            |            |            |            |            |            |               |            |            |
| 2005 | Ratchet & Clank: Going Mobile                | Handheld Games       |            |            |            |            |            |            |               |            |            |
| 2005 | Ratchet: Gladiator                           | Insomniac Games      |            |            |            |            |            |            |               |            |            |
| 2007 | Ratchet & Clank: Size Matters                | High Impact Games    |            |            |            |            |            |            |               |            |            |
| 2008 | Ratchet & Clank: Size Matters                | High Impact Games    |            |            |            |            |            |            |               |            |            |
| 2007 | Ratchet & Clank Future: Tools of Destruction | Insomniac Games      |            |            |            |            |            |            |               |            |            |
| 2008 | Secret Agent Clank                           | High Impact Games    |            |            |            |            |            |            |               |            |            |
| 2009 | Secret Agent Clank                           | Sanzaru Games        |            |            |            |            |            |            |               |            |            |
| 2008 | Ratchet & Clank Future: Quest for Booty      | Insomniac Games      |            |            |            |            |            |            |               |            |            |
| 2009 | Ratchet & Clank Future: A Crack in Time      | Insomniac Games      |            |            |            |            |            |            |               |            |            |
| 2011 | Ratchet & Clank: All All 4 One               | Insomniac Games      |            |            |            |            |            |            |               |            |            |
| 2012 | The Ratchet & Clank Trilogy HD               | Insomniac Games      |            |            |            |            |            |            |               |            |            |
| 2014 | The Ratchet & Clank Trilogy HD               | Idol Minds           |            |            |            |            |            |            |               |            |            |
| 2012 | Ratchet & Clank: QForce                      | Insomniac Games      |            |            |            |            |            |            |               |            |            |
| 2013 | Ratchet: Gladiator HD                        | Insomniac Games      |            |            |            |            |            |            |               |            |            |
| 2013 | Ratchet & Clank: Before the Nexus            | Darkside Game Studio |            |            |            |            |            |            |               |            |            |
| 2013 | Ratchet & Clank: Nexus                       | Insomniac Games      |            |            |            |            |            |            |               |            |            |
| 2016 | Ratchet & Clank                              | Insomniac Games      |            |            |            |            |            |            |               |            |            |
| 2021 | Ratchet & Clank: Rift Apart                  | Insomniac Games      |            |            |            |            |            |            |               |            |            |

## Crítica
Els jocs de la sèrie Ratchet & Clank s'han trobat amb crítiques mixtes i aclamades universalment, amb puntuacions agregadores de ressenyes que van des del 54/100 al 91/100 a Metacritic i del 57% al 92% a GameRankings. Els tres primers jocs, Ratchet & Clank, Going Commando i Up Your Arsenal en particular, han rebut l'aclamació de la crítica. Cap dels jocs bàsics de la sèrie s'ha classificat per sota del 76/100 a Metacritic.
Després del llançament, la re-imaginació del primer joc de la sèrie, "Ratchet & Clank (PS4)", es va convertir ràpidament en el joc més venut en la història de la franquícia.